# Hernando Island
Hernando Island ist eine Insel zwischen dem Festland der kanadischen Provinz British Columbia und der vorgelagerten Insel Vancouver Island. Hernando Island gehört zur Inselgruppe der Discovery Islands und liegt als einzige der größeren Inseln der Inselgruppe im qathet Regional District.
| Strait of Georgia → Cortes Island                                              | Baker Passage → Twin Island                 | Strait of Georgia → kan. Festland (Malaspina-Halbinsel) |
| Strait of Georgia → Vancouver Island                                           | Kompassrose, die auf Nachbargemeinden zeigt | Strait of Georgia → kan. Festland/Lund                  |
| Strait of Georgia → Mitlenatch Island/Mitlenatch Island Nature Provincial Park | Strait of Georgia                           | Manson Passage → Savary Island                          |

Offizielle Gemeinden gibt es auf der Insel nicht und die Insel ist im Wesentlichen unbewohnt. Daher ist die Insel auch nicht mit einer öffentlichen Fähre erreichbar. Die nächstgelegene Siedlung ist das westlich auf dem Festland, der Malaspina-Halbinsel, gelegene Lund und als nächstgelegene Stadt das westlich auf Vancouver Island gelegene Campbell River.

## Name
Ebenso wie das benachbarte Cortes Island, wurde Hernando Island 1792 während einer Expedition von Dionisio Alcalá Galiano und Cayetano Valdés y Flores nach Hernán Cortés, einem spanischen Konquistador, benannt.